# Alix Verrier
Pour les articles homonymes, voir Verrier.
Alix Verrier, né le 9 mars 1931 à Latiboliere à Haïti et mort le 11 octobre 2024 à Port-au-Prince, est un prélat catholique haïtien, évêque des Cayes (Haïti) de 1988 à 2009.

## Biographie
Alix Verrier est ordonné prêtre le 13 juillet 1958. 
Le 21 décembre 1985, le pape Jean-Paul II le nomme évêque coadjuteur des Cayes, aux côtés de Jean-Jacques Angénor. Il est consacré le 9 mars suivant par  Paolo Romeo, alors nonce apostolique en Haïti. Il succède à Jean-Jacques Angénor le 9 avril 1988. Il se retire le 9 mars 2009, le jour même de ses 78 ans.